# Alan Hollinghurst
Œuvres principales
Alan Hollinghurst, né le 26 mai 1954 à Stroud dans le Gloucestershire, est un romancier, poète et traducteur britannique.

## Biographie
Fils unique d'un banquier, il amorce ses études à la Canford School (en), dans le Dorset, puis les poursuit au Magdalen College de l'université d'Oxford où il obtient un baccalauréat universitaire (licence) en 1975, puis une maîtrise en littérature en 1979 grâce à un mémoire sur les œuvres de Ronald Firbank, E. M. Forster et Leslie Poles Hartley, trois écrivains homosexuels. Pendant ses études universitaires, il est le colocataire du poète Andrew Motion.
À la fin des années 1970, il devient successivement maître de conférences au Magdalen College, au Somerville College et au Corpus Christi College de l'université d'Oxford. En 1981, il décroche un poste d'enseignant à l'University College de Londres.
Il collabore de façon régulière au Times Literary Supplement entre 1982 et 1995.
Son premier roman, La Piscine-bibliothèque (The Swimming Pool Library, 1988), qui remporte le prix Lambda Literary du meilleur premier roman de 1988 et le prix Somerset-Maugham 1989, associe très rapidement Hollinghurst aux écrivains gays contemporains, même s'il n'aime guère l'étiquette, à ses yeux trop limitative, d'écrivain gay. La Ligne de beauté (The Line of Beauty, 2004), roman placé sous les auspices de Henry James, est récompensé par le prix Booker.
En France, le prix du Meilleur livre étranger 2013 est décerné à L'Enfant de l'étranger (The Stranger's Child, 2011).
Alan Hollinghurst a également traduit en anglais les tragédies Bajazet et Bérénice de Jean Racine.

## Œuvres

### Romans
- The Swimming Pool Library, 1988 Publié en français sous le titre La Piscine-bibliothèque, traduit par Gérard Clarence, Paris, Christian Bourgois, 1991  (ISBN 2-267-00686-3) ; réédition sous le titre La Piscine-bibliothèque, dans une nouvelle traduction d'Alain Defossé, Paris, Albin Michel, coll. « Les grandes traductions », 2015  (ISBN 978-2-226-31458-1) ; réédition, Paris, LGF, coll. « Le Livre de poche » no 34054, 2016  (ISBN 978-2-253-06789-4)
- The Folding Star, 1994[7]
- The Spell, 1998[8],[9]
- The Line of Beauty, 2004[10] Publié en français sous le titre La Ligne de beauté, traduit par Jean Guiloineau, Paris, Fayard, 2005  (ISBN 2-213-62586-7) ; réédition, Paris, LGF, coll. « Le Livre de poche » no 30881, 2008  (ISBN 978-2-253-11806-0)
- The Stranger's Child, 2011[11],[12],[13],[14] Publié en français sous le titre L'Enfant de l'étranger, traduit par Bernard Turle, Paris, Albin Michel, coll. « Les grandes traductions », 2013  (ISBN 978-2-226-24973-9) ; réédition, Paris, LGF, coll. « Le Livre de poche » no 33584, 2015  (ISBN 978-2-253-02042-4)
- The Sparsholt Affair, 2017[15],[16],[17],[18],[19],[20],[21],[22],[23],[24] Publié en français sous le titre L'Affaire Sparsholt, traduit par François Rosso, Paris, Albin Michel, coll. « Les grandes traductions », 2018  (ISBN 978-2-226-40298-1) ; réédition, Paris, LGF, coll. « Le Livre de poche » no 35909, 2020  (ISBN 978-2-253-07764-0)

### Recueils de nouvelles
- A Thieving Boy (1983)
- Highlights (2007)

### Poésie
- Isherwood is at Santa Monica (1975)
- Poetry Introduction 4 (1978)
- Confidential Chats with Boys (1982)
- Mud (1982)

### Traductions
- Bajazet de Jean Racine (1991)
- Bérénice de Jean Racine (2012)

## Prix et distinctions
- Eric Gregory Award en 1979
- Prix Somerset-Maugham pour La Piscine-bibliothèque en 1989
- Prix James Tait Black pour The Folding Star en 1994
- Prix Booker pour La Ligne de beauté en 2004
- Prix du Meilleur livre étranger pour L'Enfant de l'étranger, traduit de l'anglais par Bernard Turle, en 2013

## Adaptations
- 2006 : La Ligne de beauté (The Line of Beauty), mini-série britannique en trois épisodes réalisée par Saul Dibb, d'après le roman éponyme, avec Dan Stevens, Tim McInnerny et Hayley Atwell